# دولت سوریه
دولت سوریه (به عربی: حکومة سوریا) با نام رسمی دولت جمهوری عربی سوریه (به عربی: حکومة الجمهوریة العربیة السوریة) حکومت یکپارچه‌ای است که بر پایه قانون اساسی سوریه ایجاد شده و به موجب آن، رئیس‌جمهور، رئیس کشور و رئیس دولت است. قدرت اجرایی توسط دولت، اعمال می‌شود. سوریه، مجلس قانون‌گذاری با ۲۵۰ عضو دارد. مقر دولت در دمشق قرار دارد.

## قوه مجریه
قوه مجریه، متشکل از رئیس‌جمهور و اعضای کابینه است. طبق قانون اساسی، رئیس‌جمهور، باید مسلمان باشد.

### کابینه
کابینه که در حال حاضر از ۲۳ عضو تشکیل شده است، وظایف اداری روزمره دولت را انجام می‌دهد.

## قوه مقننه
مجلس خلق سوریه، مرجع قانونگذاری در سوریه و دارای ۲۵۰ عضو است که برای یک دوره چهار ساله در ۱۵ حوزه انتخابیه، از هر کدام، چند کرسی انتخاب می‌شوند.

## قوه قضائیه
نظام دادگستری سوریه شامل دادگاه عالی قانون اساسی، شورای عالی قضایی، دادگاه تجدیدنظر و دادگاه‌های امنیت دولتی است. فقه اسلامی منبع اصلی قانونگذاری است و سیستم قضایی سوریه دارای عناصری از قوانین عثمانی، فرانسه و اسلامی است. سوریه دارای سه سطح دادگاه است: دادگاه‌های بدوی، دادگاه‌های تجدیدنظر، دادگاه قانون اساسی و دیوان عالی. دادگاه‌های مذهبی به مسائل حقوق شخصی و خانواده رسیدگی می‌کنند.

## مشارکت در سازمان‌های بین‌المللی
سوریه، عضو اتحادیه عرب، بانک عربی برای توسعه اقتصادی آفریقا، صندوق توسعه اقتصادی و اجتماعی عربی، صندوق پولی عربی، شورای وحدت اقتصادی عرب، سازمان جهانی گمرک، کمیسیون اقتصادی و اجتماعی غرب آسیا، فائو، گروه ۲۴، گروه ۷۷، آژانس بین‌المللی انرژی اتمی، بانک بین‌المللی بازسازی و توسعه، سازمان بین‌المللی هوانوردی کشوری، اتاق بازرگانی بین‌المللی، انجمن توسعه بین‌الملل، بانک توسعه اسلامی، صندوق بین‌المللی توسعه کشاورزی، شرکت مالی بین‌المللی، سازمان بین‌المللی کار، صندوق بین‌المللی پول، سازمان بین‌المللی دریانوردی، اینتل‌ست، پلیس بین‌الملل، کمیته بین‌المللی المپیک، سازمان بین‌المللی استانداردسازی، اتحادیه بین‌المللی مخابرات، فدراسیون بین‌المللی جمعیت‌های هلال احمر و صلیب سرخ، جنبش عدم تعهد، سازمان کشورهای عربی صادرکننده نفت، سازمان همکاری اسلامی، سازمان ملل متحد، کمیسیون حقوق بشر سازمان ملل متحد، آنکتاد، سازمان توسعه صنعتی ملل متحد، اونروا، اتحادیه جهانی پست، فدراسیون جهانی اتحادیه‌های کارگری، سازمان جهانی بهداشت، سازمان جهانی هواشناسی و سازمان جهانی گردشگری است.
دیپلمات‌های سوریه، آخرین بار در دسامبر ۲۰۰۳، در شورای امنیت سازمان ملل متحد (به عنوان عضو غیردائم) حضور داشتند.